# Wotakoi. Miłość jest trudna dla otaku
Wotakoi. Miłość jest trudna dla otaku (jap. ヲタクに恋は難しい Wotaku ni koi wa muzukashii) – japoński komiks internetowy (manga), którego autorem jest Fujita. Kolejne rozdziały są publikowane od 2014 roku, pierwotnie za pośrednictwem platformy Pixiv, obecnie w czasopiśmie internetowym Comic Pool.

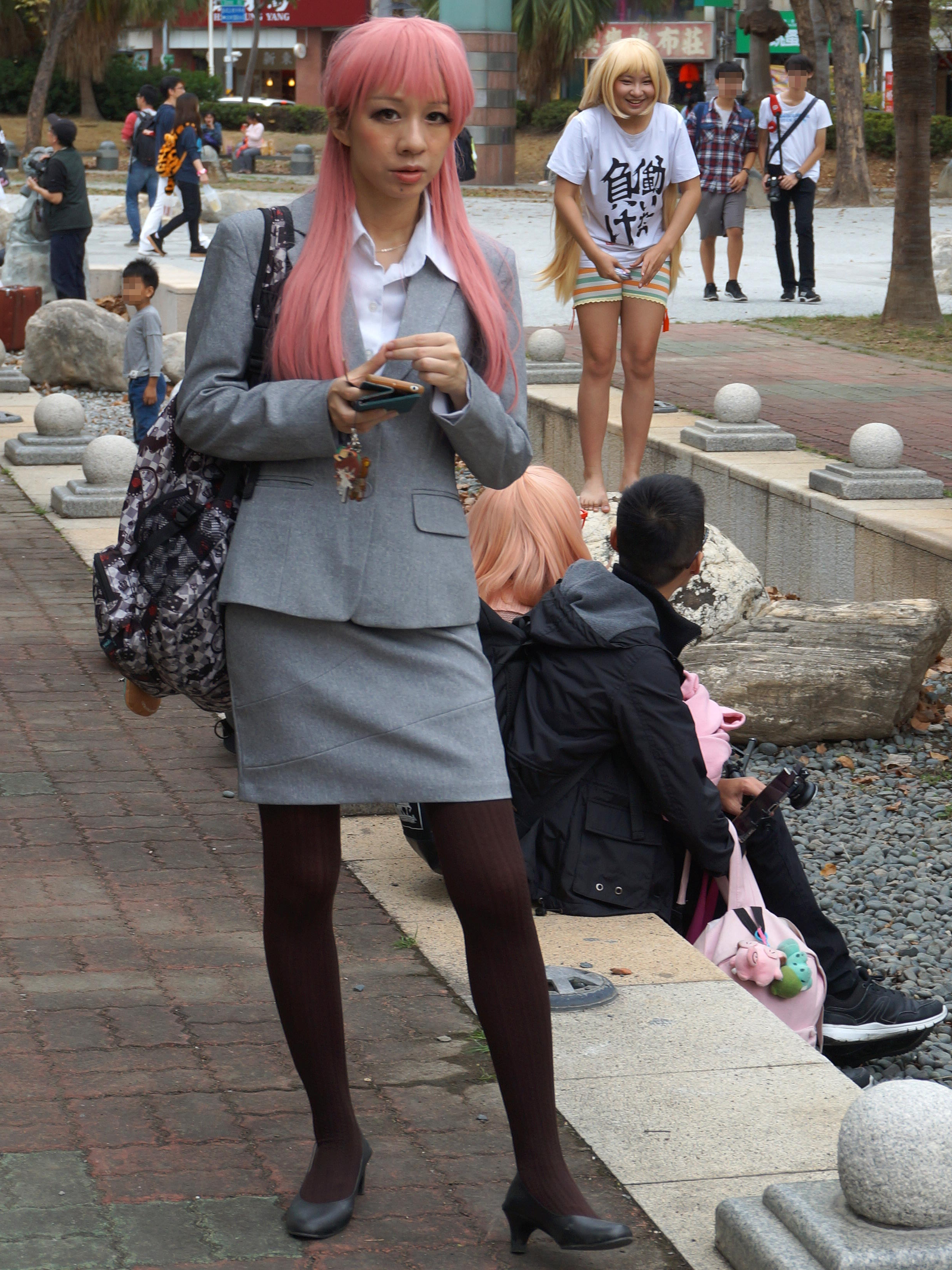
29. Tajwańskie Targi Sprzedaży Doujinshi w Kaohsiung, cosplayer Narumi Momose z „Miłość jest zbyt trudna dla Otaku”

Na podstawie mangi powstały adaptacje w formie anime oraz filmu live action.
Mangę w Polsce wydaje Studio JG.

## Fabuła
Ukrywająca swe fantazje yaoistka Narumi, która pracuje w biurze zaczyna spotykać się z Hirotaką, który jest maniakiem gier.

## Bohaterowie
- Narumi Momose (jap. 桃瀬成海 Momose Narumi) – yaoistka lubiąca idoli i granie w gry otome.

Seiyū: Arisa Date 
- Hirotaka Nifuji (jap. 二藤宏嵩 Nifuji Hirotaka) – chłopak Narumi. Uwielbia grać w gry. Jest uznawany przez kobiety za bardzo atrakcyjnego.

Seiyū: Kent Itō 
- Hanako Koyanagi (jap. 小柳花子 Koyanagi Hanako) – znajoma z pracy Narumi, znana cosplayierka. Lubi także grać w gry i czytać yaoi. Spotyka się z Tarō Kabakurą.

Seiyū: Miyuki Sawashiro 
- Tarō Kabakura (jap. 樺倉太郎 Kabakura Tarō) – współpracownik Hirotaki. Lubi superbohaterów i gatunek bishōjo. Chłopak Hanako Koyanagi.

Seiyū: Tomokazu Sugita 
- Naoya Nifuji (jap. 二藤尚哉 Nifuji Naoya) – młodszy brat Hirotaki, student uniwersytetu.

Seiyū: Yūki Kaji 
- Kō Sakuragi (jap. 桜城 光 Sakuragi Kō) – nieśmiała społecznie gamerka studiująca na tym samym uniwersytecie co Naoya.

Seiyū: Aoi Yūki 

## Manga
Początkowo artysta o pseudonimie Fujita zaczął publikować mangę Wotakoi. za pośrednictwem serwisu Pixiv. Seria stała się najczęściej czytaną pozycją tego serwisu i została następnie wyselekcjonowana do publikacji w nowo utworzonym czasopiśmie internetowym Comic Pool wydawnictwa Ichijinsha. Ostatni rozdział tej mangi ukazał się 16 lipca 2021 roku.
Wydawnictwo Ichijinsha zdecydowało się na wydanie mangi w wersji papierowej; pierwszy tom został wydany 30 kwietnia 2015 roku. 29 marca 2019 wydano 7. tom mangi także w wersji limitowanej z dołączonym odcinkiem OVA. Do edycji specjalnej 11. tomu mangi dołączony został trzeci odcinek OVA, będący ekranizacją rozdziału umieszczonego w 6. tomie.
Drugi tom mangi został w 2016 roku w Japonii sprzedany w ponad 630 tysiącach kopii. W 2017 roku trzeci tom został sprzedany w ponad 668 tysiącach kopii, a czwarty w ponad 558 tysiącach kopii. W 2018 roku piąty tom został sprzedany w ponad 637 tysiącach kopii, a szósty w ponad 555 tysiącach kopii. W 2021 roku w obiegu znajdowało się 12 milionów kopii mangi, licząc zarówno wersję papierową, jak i cyfrową.
W Polsce licencję na wydanie mangi wykupiło Studio JG.
| Nr | Język japoński       | Język japoński         | Język polski         | Język polski           |
| Nr | Data wydania         | ISBN                   | Data wydania         | ISBN                   |
| -- | -------------------- | ---------------------- | -------------------- | ---------------------- |
| 1  | 30 kwietnia 2015     | ISBN 978-4-75-800846-4 | 13 maja 2019         | ISBN 978-83-8001-420-6 |
| 2  | 31 marca 2016        | ISBN 978-4-75-800899-0 | 8 sierpnia 2019      | ISBN 978-83-8001-460-2 |
| 3  | 23 grudnia 2016      | ISBN 978-4-75-800934-8 | 11 listopada 2019    | ISBN 978-83-8001-499-2 |
| 4  | 26 lipca 2017        | ISBN 978-4-75-800951-5 | 29 stycznia 2020     | ISBN 978-83-8001-532-6 |
| 5  | 2 lutego 2018        | ISBN 978-4-75-800979-9 | 3 kwietnia 2020      | ISBN 978-83-8001-549-4 |
| 6  | 31 lipca 2018        | ISBN 978-4-75-800987-4 | 29 lipca 2020        | ISBN 978-83-8001-586-9 |
| 7  | 29 marca 2019        | ISBN 978-4-75-802020-6 | 22 października 2020 | ISBN 978-4-7580-2019-0 |
| 8  | 13 grudnia 2019      | ISBN 978-4-7580-2058-9 | 29 stycznia 2021     | ISBN 978-83-8001-661-3 |
| 9  | 5 sierpnia 2020      | ISBN 978-4-7580-2120-3 | 31 sierpnia 2021     | ISBN 978-83-8001-785-6 |
| 10 | 26 lutego 2021       | ISBN 978-4-7580-2188-3 | 29 lipca 2022        | ISBN 978-83-8001-954-6 |
| 11 | 14 października 2021 | ISBN 978-4-7580-2281-1 | 18 stycznia 2023     | ISBN 978-83-8257-092-2 |

W lipcu 2021 roku zapowiedziano powstanie spin-offu mangi.

## Anime
Powstawanie animowanej adaptacji mangi zostało ogłoszone w lipcu 2017 roku. Reżyserem i scenarzystą serii został Yoshimasa Hiraike. Takahiro Yasuda jest odpowiedzialny za projekt postaci. Muzykę do serii skomponował Akimitsu Honma. Za całość projektu odpowiedzialne jest studio A-1 Pictures. Seria miała swoją premierę 13 kwietnia 2018 roku w paśmie Noitamina na kanale Fuji TV i składa się z 11 odcinków. Seria została później skompilowana na czterech płytach DVD.
Czołówka serialu została zatytułowana „Fiction” (jap. フィクション) i wykonana jest przez zespół Sumika. Endingiem serii jest piosenka „Kimi no tonari” (jap. キミの隣), która wykonywana jest przez halca.
OVA zatytułowana „Youth” została wydana 29 marca 2019 i dołączona do limitowanej edycji siódmego tomu mangi.
| Nr | Tytuł                                                                    | Reżyseria              | Scenariusz        | Premiera         |
| -- | ------------------------------------------------------------------------ | ---------------------- | ----------------- | ---------------- |
| 1  | Narumi to Hirotaka no saikai. Soshite… (成海と宏嵩の再会。そして…)       | Daisuke Takashima      | Yoshimasa Hiraike | 13 kwietnia 2018 |
| 2  | Koibito? Hajimemashita (恋人？始めました)                                | Matsuo Asami           | Yoshimasa Hiraike | 20 kwietnia 2018 |
| 3  | Sokubai-kai to gēmu-kai (即売会とゲーム会)                               | Gō Tobita              | Tomoko Shinozuka  | 27 kwietnia 2018 |
| 4  | Otona no koi mo muzukashī? (オトナの恋も難しい？)                        | Satoshi Saga           | Seiko Takagi      | 4 maja 2018      |
| 5  | Naoya Tōjō to gēmu-kai Part II (尚哉登場とゲーム会Part II)               | Jin Iwatsuki           | Tomoko Shinozuka  | 11 maja 2018     |
| 6  | Yūutsuna kurisumasu (憂鬱なクリスマス)                                   | Kazuomi Koga           | Seiko Takagi      | 18 maja 2018     |
| 7  | Netoge to, sorezore no yoru (ネトゲと、それぞれの夜)                     | Daisuke Takashima      | Seiko Takagi      | 25 maja 2018     |
| 8  | Nigatena kaminari to, ki ni naru otoshigoro (苦手な雷と、気になるお年頃) | Matsuo Asami           | Tomoko Shinozuka  | 1 czerwca 2018   |
| 9  | Dēto e ikou yo! (デートへ行こうよ！)                                     | Jin Iwatsuki           | Yoshimasa Hiraike | 8 czerwca 2018   |
| 10 | Kō-kun Tōjō to netoge ribenji (光くん登場とネトゲリベンジ)               | Gō Tobita Satoshi Saga | Seiko Takagi      | 15 czerwca 2018  |
| 11 | Wotaku ni koi wa muzukashī (ヲタクに恋は難しい)                          | Daisuke Takashima      | Tomoko Shinozuka  | 22 czerwca 2018  |

## Film aktorski
26 lipca 2018 roku wydany został klip promocyjny, w którym wyjawiono powstawanie adaptacji mangi w formie filmu aktorskiego.
We wrześniu 2018 roku ogłoszono, że obsadzono role głównych postaci serii. Rolę Narumi otrzymała Mitsuki Takahata, natomiast Kento Yamazaki wystąpi w roli Hirotaki. Reżyserem filmu został Yūichi Fukuda. Dystrybutorem filmu jest Tōhō. Film według pierwotnych zapowiedzi miał trafić do kin w 2019 roku, jednakże w grudniu 2018 roku dystrybutor ogłosił, że jego premiera została przesunięta na 2020 rok.